# Агиос Йонис Продромос (дем Аристотел)
Вижте пояснителната страница за други значения на Агиос Йонис Продромос.
Агиос Йонис Продромос (на гръцки: Άγιος Ιωάννης Πρόδρομος) е село на Халкидическия полуостров, Гърция, част от дем Аристотел, област Централна Македония. Според преброяването от 2001 година броят на жителите му е 159.

## Георгафия
Селото е разположено в югоизточната част на Халкидика, почти на брега на Светогорския залив.